# Reactor nuclear A4W

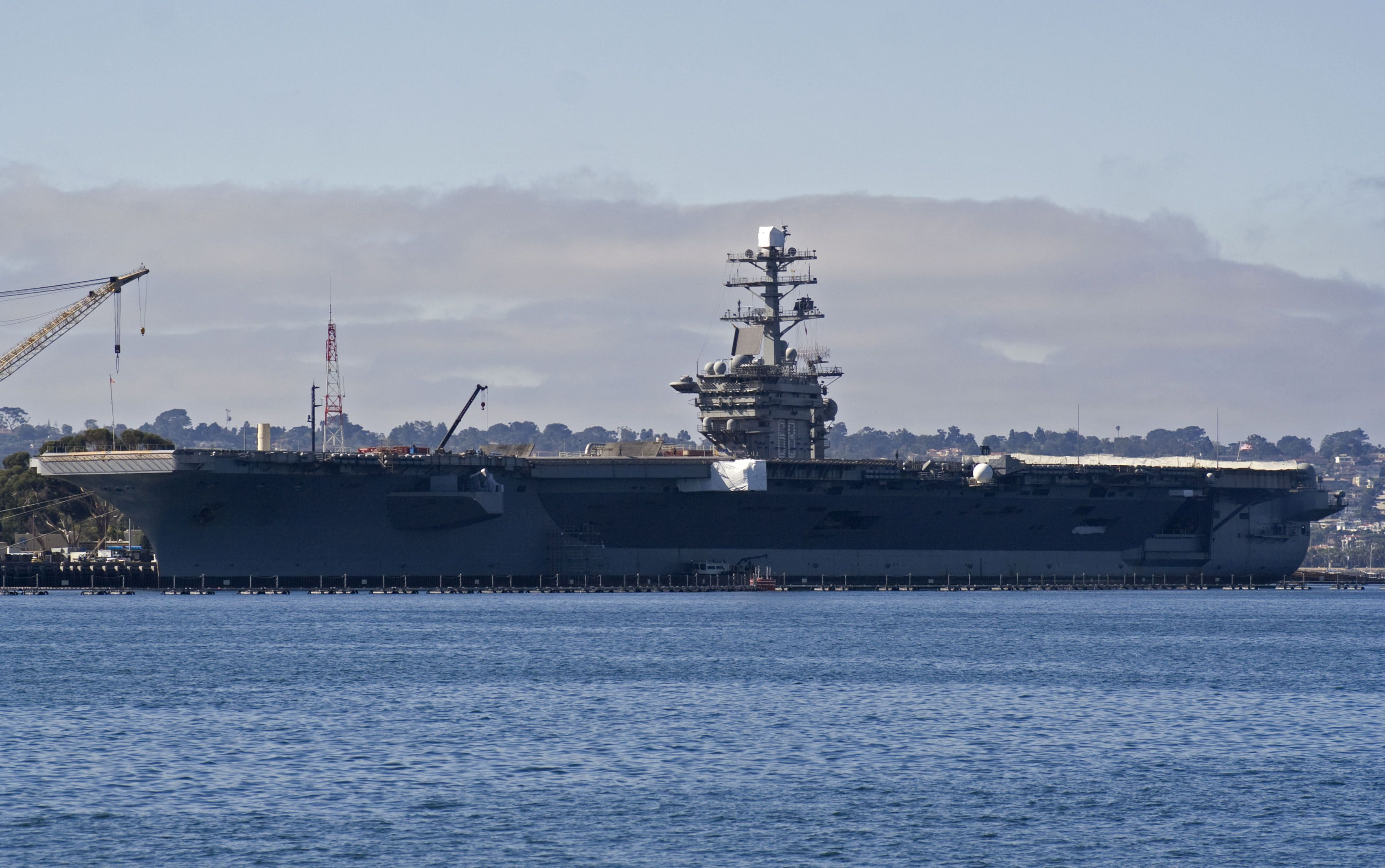
USS Nimitz en San Diego, California, EE. UU.

El reactor nuclear A4W es un  reactor nuclear naval usado por la Armada de Estados Unidos para la  propulsión de  buques de guerra y para la  generación de electricidad a bordo. 
La designación A4W es por:
- A = Plataforma Portaaviones
- 4 =  Núcleo de  Cuarta Generación diseñado por el contratista
- W = Westinghouse, el diseñador contratado

Estos  reactores de agua presurizada de fisión nuclear (en inglés: Pressurized Water Reactor, PWR) fueron diseñados en forma conjunta por Bettis Atomic Power Laboratory y Knolls Atomic Power Laboratory y construidos por Westinghouse Electric Corporation. Se espera que los núcleos de los reactores funcionen por aproximadamente 20 años. Los únicos buques que usan estos reactores nucleares son los portaaviones de la clase Nimitz, que tienen dos reactores cada uno con una potencia de 550  MWth. Estos  generan suficiente vapor como para producir 104 MW.